# 按摩棒 (性玩具)

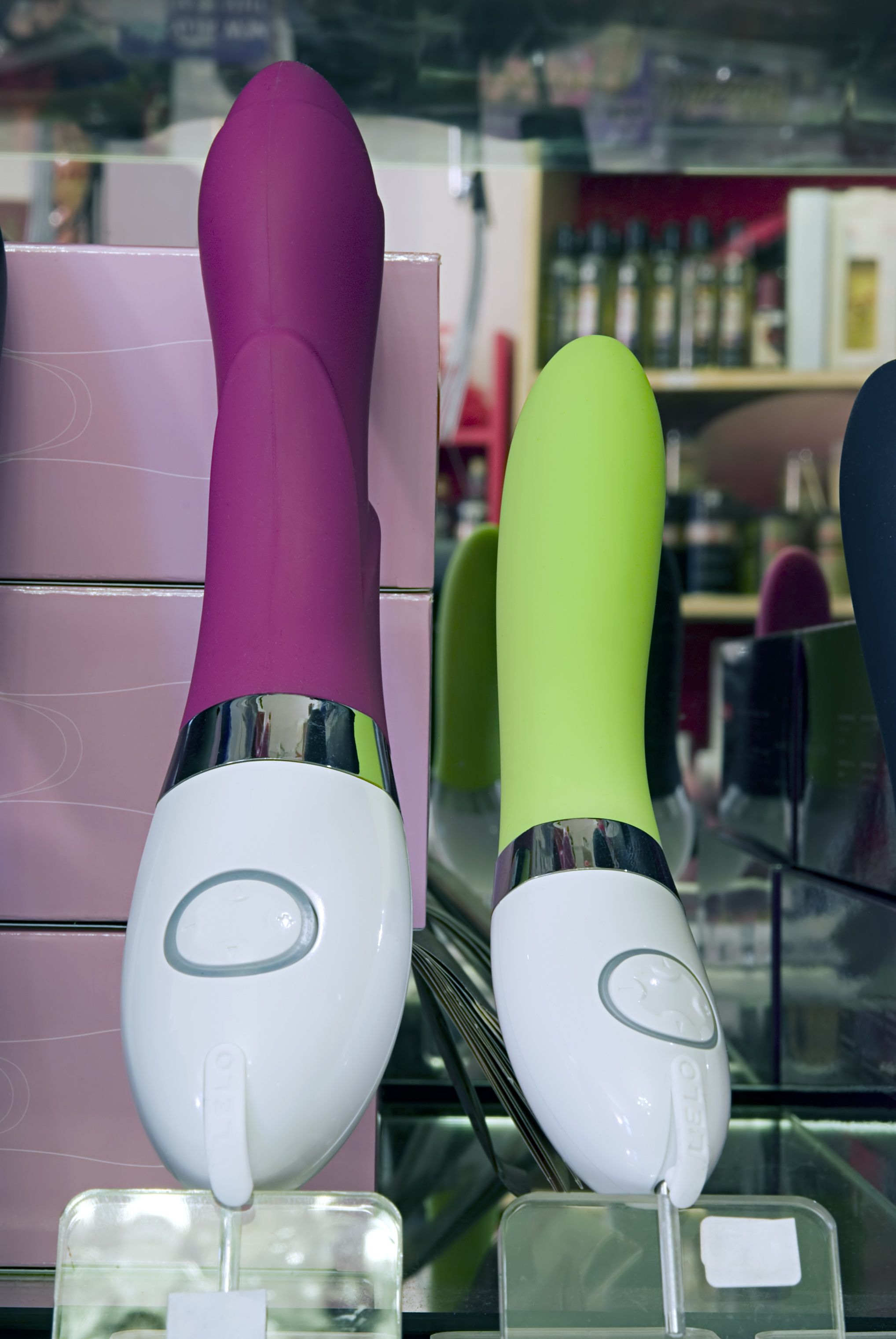
商店中的兩支按摩棒

按摩器（vibrator），是一種用在身體與皮膚的性玩具，局部振動使神經有所刺激感而有所放鬆或愉悅感。某些按摩棒被設計用在性感帶的性刺激。
在19世紀時，西方的按摩棒是發明來治療“歇斯底里症（Hysteria）”的醫療器材，當時認為利用深度的按摩可讓該症狀的女人放鬆，緩解其焦慮和緊張。到了20世紀，許多色情片經常描繪女人使用按摩棒以至性歡愉的情景，才使按摩棒與性愛牽涉關係，漸漸成為色情片的道具。美國德州曾禁止販賣按摩棒和情趣用品，直到2008年2月情人節之前才解禁。

## 按摩棒和性高潮
性治療師一般會建議不容易達到性高潮的女性，在自慰或性交的時候，使用按摩棒輔助。
性伴侶亦可以選擇使用按摩棒，以增加一方或是雙方的愉悅感，一般會選用尺寸比較小，特別是專門設計為性交時使用的按摩棒。

## 種類
有些按摩棒定位是「身體按摩用」，但還是當作性玩具使用。有些按摩棒用電池作為能量來源，有些有電源線及插頭，可以接在插座上，也有些是用USB供電。有些按摩棒是用MP3播放器或手機的音樂來控制。有些高級的按摩棒上面（包括控制按鈕）整個都用醫療等級的矽膠包覆，沒有接缝部份暴露的問題。按摩棒的清潔是必要的，而使用在較少細菌滋長的部份也可以減少感染的可能性。
按摩棒有許多種，但大致可以分為以下的幾類：
- 陰蒂按摩棒（英语：Clitoral vibrator）：以適當方式刺激陰蒂產生性愉悅或是達到高潮，由於陰蒂是非常敏感的部位，陰蒂按摩棒是所有按摩棒中最受歡迎的[4]。多半尺寸較小，也有些是設計可以同時刺激陰蒂及G點。
- 假陰莖型：類似陰莖形狀的按摩棒，可以放入陰道或肛門中，也有雙頭，可以同時刺激陰道及肛門的型式。
- 防水按摩棒（Waterproof vibrator）：防水按摩棒有一定程度的防水功能，可以用在較濕的環境，如浴室內，有些按摩棒可以浸泡在水中，但有些只有防潑水功能，不能浸泡在水中[4]。防水按摩棒會使用電池供電，一般會建議配合矽系的潤滑劑使用（矽膠製的按摩棒則不可使用矽系或油性的潤滑劑，會造成表面的侵蝕）。
- 兔子按摩棒（英语：Rabbit vibrator）：有兩個突起處，較長類似陰莖形狀的可以刺激陰道，上方較小的突起處可以刺激陰蒂，因為外型類似兔子耳朵，因此得名[5]，曾在1990年代的《慾望城市》影集中提到[6]。
- G點按摩棒（英语：G-Spot vibrator）：尺寸較小，而且一般是彎曲的，可以刺激女性的G點或男性的前列腺[4]，表面多半是矽膠或是類似材質，不過刺激前列腺需透過肛門刺激，因此也需考慮衛生問題。
- 便攜式跳蛋（Pocket rocket）：外型為圓柱狀，長約10至15公分，大小類似小型的手電筒或是口紅，方便隨身攜帶[4]，一端是振动的隆起處，可以刺激陰蒂或乳頭，但不建議放入陰道中。
- 偽裝型按摩棒：外型故意類似手紅、手機或其他日常用品的按摩棒。有些女性也會直接用有振動功能的手機代替按摩棒[7]。：多半有喇叭型的底座或是長的把手，避免使用時滑入直腸內，由於肛門的細菌較多，建議使用沒有孔隙的材質，例如醫療級的矽膠[4]

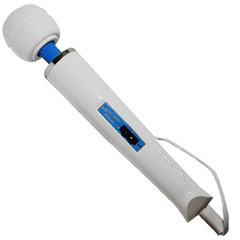
Magic Wand的電動陰蒂按摩棒
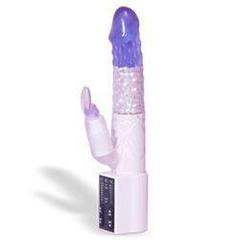
兔子按摩棒（Rabbit Vibrator）
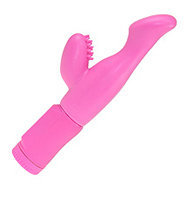
G點按摩棒
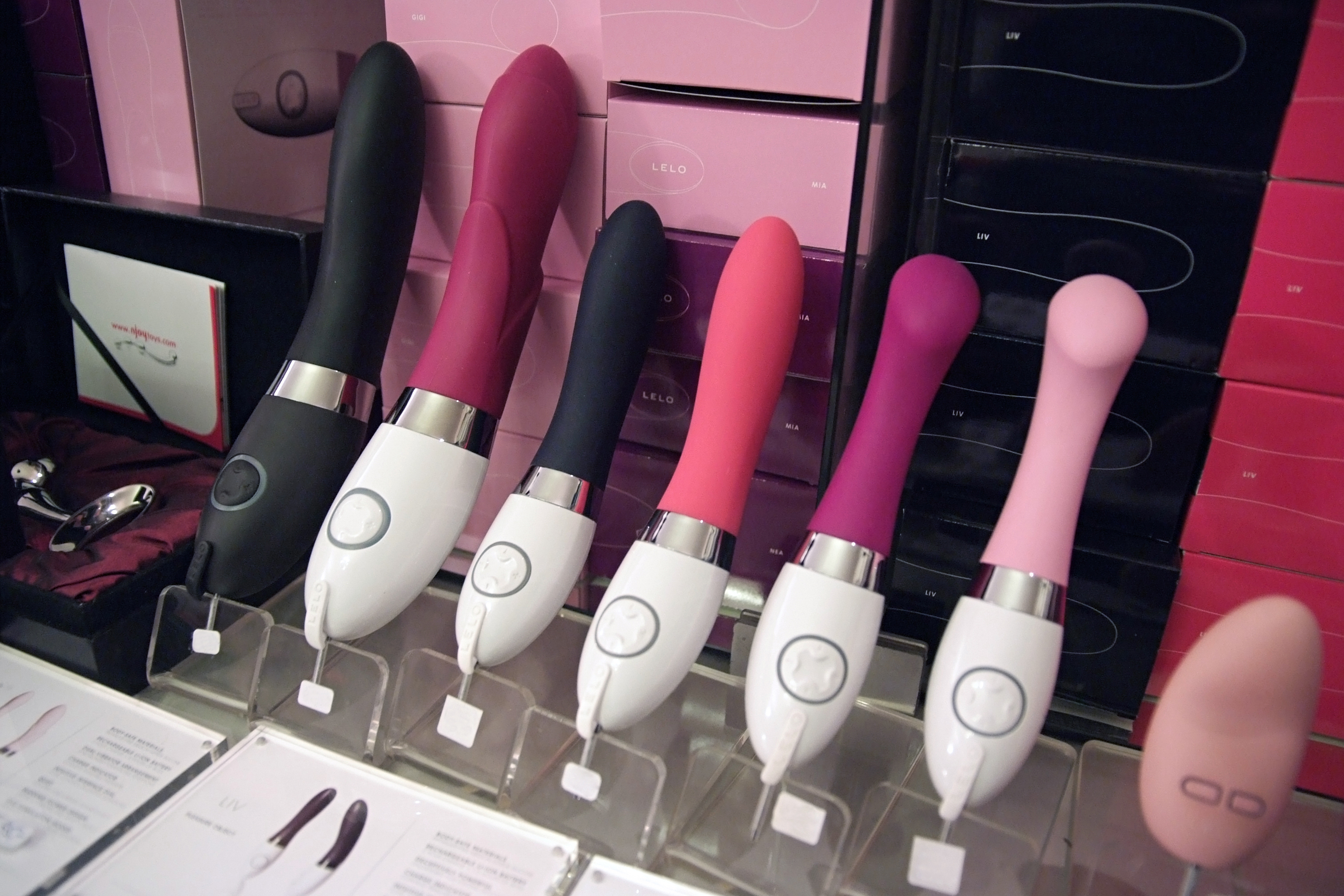
一般按摩棒
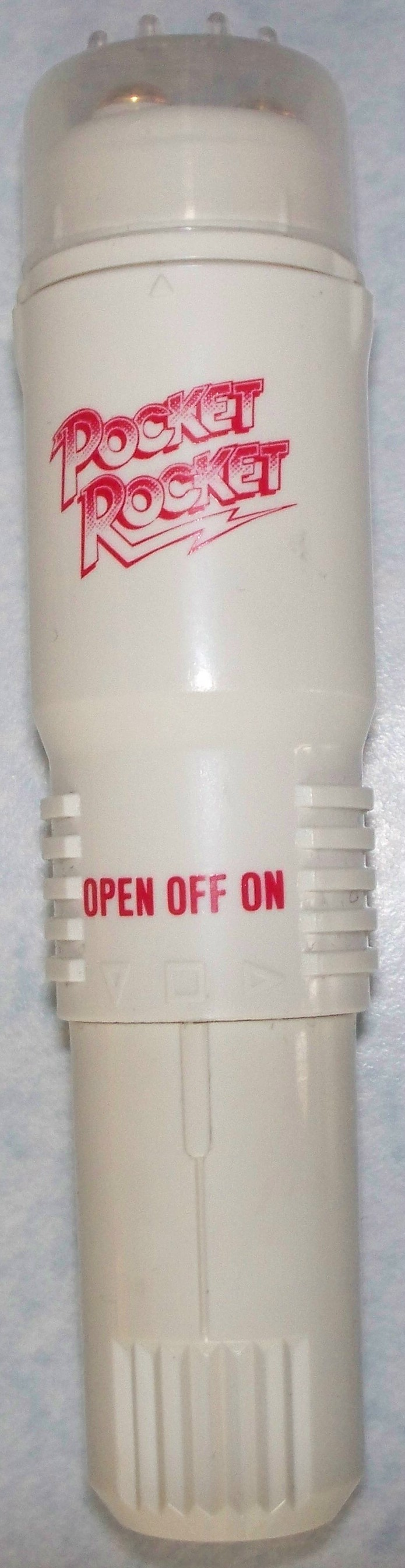
pocket rocket型的按摩棒

## 身心障礙者和按摩棒
身心障礙人士可能因為手部或者手掌功能障礙，而需用借用按摩棒達至性滿足，另外這也是進行體外人工受精前，獲取精液的途徑。

## 法律及道德議題
在一些地區，藏有及販賣按摩棒是非法的，例如印度，不過在網路上仍有販售。

### 美國
直到目前為止，許多位在美國南部的州及一些在北美大平原的州完全禁止販賣使按摩棒，可能是直接立法禁止，或是通過限制「淫秽设备」的法令禁止。阿拉巴馬州在1998年通過強化反淫秽法案，禁止販售性玩具，一个联邦上诉法院在2007年情人節時維持此項法令有效。阿拉巴馬州最高法院在2009年也維持此法案。
2008年2月，另外一個聯邦上訴法院推翻了德州禁止販售按摩棒及其他性玩具的法令，原因是違反了《美利堅合眾國憲法第十四條修正案》保障的隐私权。上訴法院引用2003年的勞倫斯訴德克薩斯州案（聯邦最高法院推翻禁止同性之間性行為的法律）。後來科羅拉多州及堪薩斯州禁止販售性玩具的法律也被推翻。至2009年為止，阿拉巴馬州是唯一仍然立法禁止販售性玩具的州份，不過若有醫師處方箋，阿拉巴馬州居民可以購買性玩具。

## 外部連結
维基共享资源上的相關多媒體資源：Vibrator (sex toy)